# Château de Neuenburg
 (février 2024).

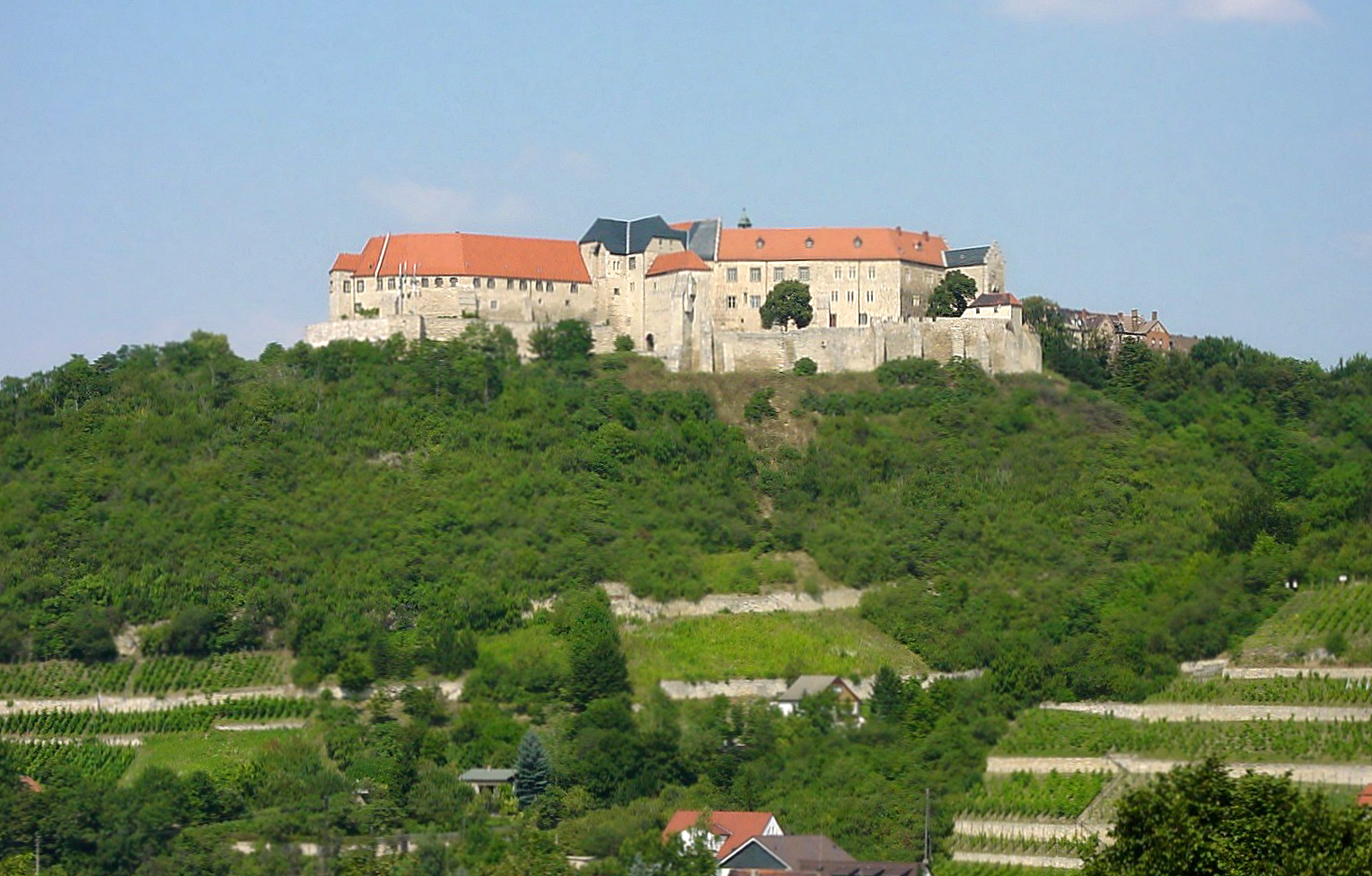
Panorama sur Naumburg

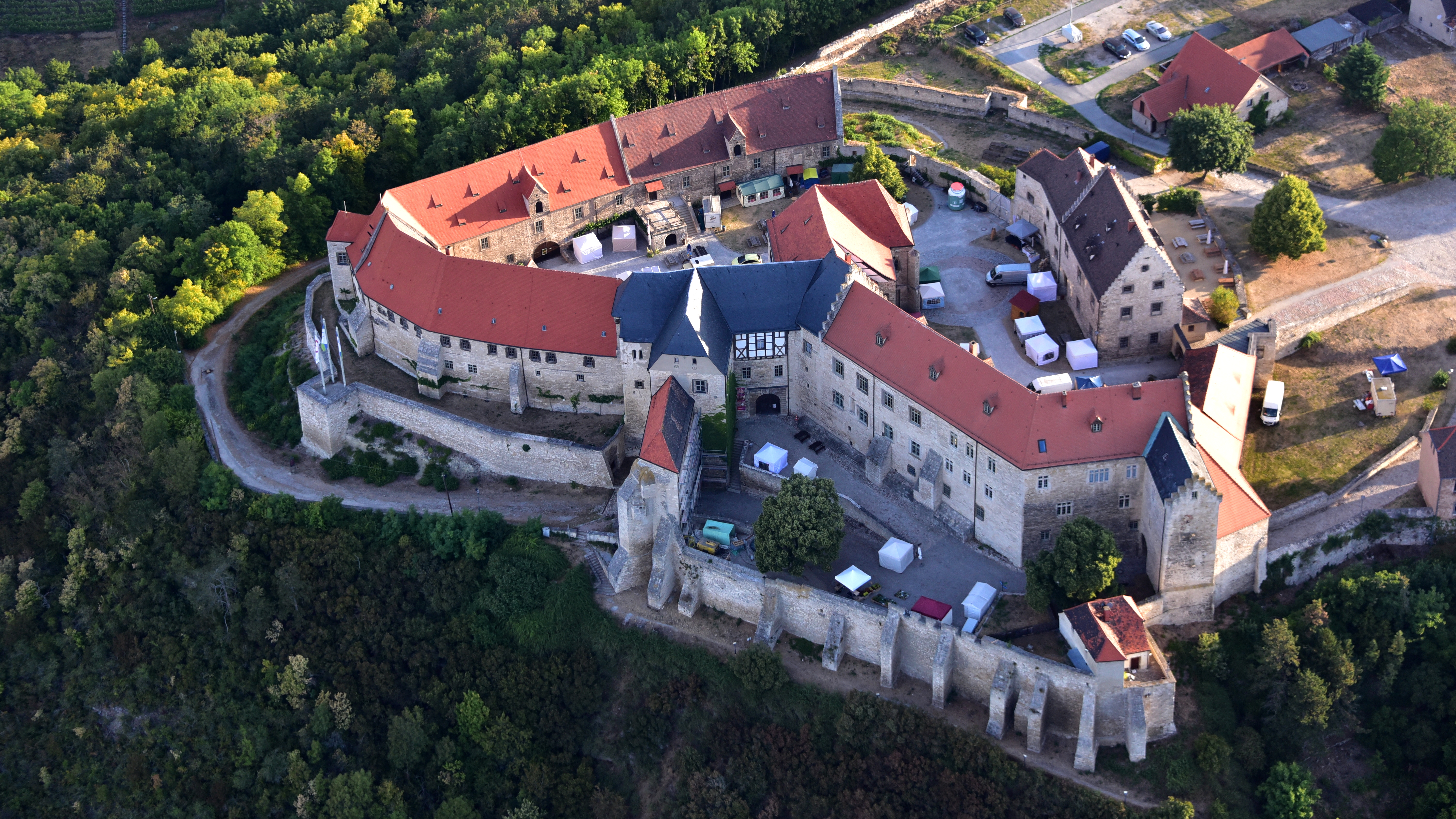
Photo aérienne (2018)

Le château fort de Neuenburg est une forteresse médiévale du Sud de la Saxe-Anhalt, édifiée sur un éperon calcaire dominant la basse vallée de l'Unstrut. C'est un des sites les plus pittoresques de la Straße der Romanik. En contrebas du château fort se trouve le vignoble de Freyburg, à 7 km au nord de Naumburg (Saale).
Ce château fort fut la capitale et la principale forteresse des Landgraves de Thuringe. C'est également le seul château fort de la première moitié du XIIe siècle encore debout de toute la Saxe-Anhalt, et le plus important édifice maçonné de toute l'Allemagne moyenne, construit entre la fin du XIe siècle et le début du XIIIe siècle. Sa chapelle à deux niveaux, construite vers 1180, est, par son ornementation somptueuse, un joyau architectonique de l'art roman. Le château est aujourd'hui divisé : d'un côté la première enceinte avec le palais comtal et les cuisines, de l'autre l'ancien château, intégré aux ailes.

## Toponyme
Neuenburg est naturellement un mot-valise signifiant « château-neuf ». Il apparaît dans plusieurs actes médiévaux sous le nom de castrum Nuwenburg, niwen burch c'est-à-dire le Novum Castrum. On ignore par rapport à quel autre fort ce château était considéré comme « nouveau » : ce pouvait être par rapport au château fort de Haldeck, le château ou la maison-forte (curtis) de la Zscheiplitz voisine, ou le château de la Wartbourg, autre forteresse aménagée par Louis le Sauteur († 1123), le fondateur de la dynastie des Ludowinges.

## Historique
L’histoire du château est étroitement liée à la dynastie des Ludovinges, dont on pense qu'ils seraient venus dans les années 1030 de Franconie en Thuringe. C'est sans doute peu après 1085 que Louis le Sauteur obtint les terres de Freyburg et Naumburg par mariage avec Adélaïde († 1110), la veuve du comte palatin Frédéric III de Goseck. Il ne tarda pas à y faire édifier sa nouvelle forteresse afin d'affirmer son hégémonie sur la vallée de Saale-Unstrut.
Jusqu'à l'extinction de la lignée en 1247, Neuenburg fut, de fait, le plus grand château des landgraves de Thuringe, princes éminents du Saint Empire romain germanique. Outre la landgravine Élisabeth de Thuringe, il a accueilli l'empereur Frédéric Barberousse, et le poète Hendrik van Veldeke y a mis la dernière main à son Roman d'Énéas en 1185.
À l'extinction de la dynastie des Ludovinges, Neuenburg passa aux margraves de Misnie, de la dynastie des Wettin, et perdit par là beaucoup de son rayonnement. Ce n'est qu'avec le duc Guillaume II de Thuringe (1445–1482) que les travaux y reprirent, vers 1440. Sans doute ce prince voulait-il faire du Neuenburg l'un de ses palais : toujours est-il qu'il ne mena pas ce projet à terme.
Par le Traité de Leipzig (1485), le château de Neuenburg et l'octroi de Freyburg passèrent à la Branche albertine des ducs de Wettin. Au terme de la Guerre de Smalkalde, en 1547, ce château devint fief de l'Électorat de Saxe albertine. L’Électeur Auguste de Saxe le fit aménager en pavillon de chasse au milieu du XVIe siècle. Il conserva cette fonction sous le règne des ducs de Saxe-Weissenfels, entre 1656 et 1746, et de l’Électeur Frédéric-Auguste II (1746–56). Mais à la mort de ce dernier, Neuenburg fut délaissé et abandonné en 1770 à l'administration saxonne.
Conformément aux conventions du Congrès de Vienne (1815), le château fut annexé à la Prusse. Vers cette époque, avec les idéaux du Sturm und Drang, le château de Neuenburg retrouva la faveur des voyageurs.
Le 27 mai 1934, il était converti en école d’Obergauführerinnen, et un premier musée y fut aménagé à partir de l'été 1935.
De 1970 à 1989, ce musée fut fermé, mais les cours du château restaient ouvertes au public. Avec la chute du Mur de Berlin, la mobilisation de capitaux privés permit de mettre un terme aux dégradations, et le château est devenu depuis un site touristique apprécié. Depuis 1990, il possède un nouveau musée et un restaurant traditionnel. En 1997, le site a été cédé à la Fondation des Parcs et Châteaux de Saxe-Anhalt, qui en assure désormais l'entretien.

## Historiographie
Si les historiens de l'art se sont énormément intéressés à la chapelle du château depuis le milieu du XIXe siècle, les historiens de la fortification n'ont guère prêté d'attention au reste du site. La situation n'a évolué qu'avec les recherches de l'architecte Hermann Wäscher de Halle, menées dans les années 1950 et 60. Toutefois, ses hypothèses, ses datations et reconstitutions, qui ont longtemps fait autorité pour l'étude du château de Neuenburg, sont aujourd'hui dépassées. Les fouilles menées par Reinhard Schmitt sur la chapelle (à partir de 1984), puis sur le château (1990), se poursuivent : les conclusions qui suivent résument l'état des connaissances en 1997-98.

## Les matériaux de construction
La pierre employée est presque en totalité le calcaire coquillier présent sur le site, mais pour certaines parties de la cuvette  des profonds fossés entourant le château, on a eu recours à un calcaire plus homogène, extrait de carrières voisines du château. Le grès utilisé pour les plus hautes colonnes provient des carrières du Grosser Seeberg près de Gotha ; quant aux fûts de colonne de la chapelle, ils ont été taillés dans de la pierre bleue des Ardennes, acheminée sur plus de 500 km.

## Les différentes phases de construction

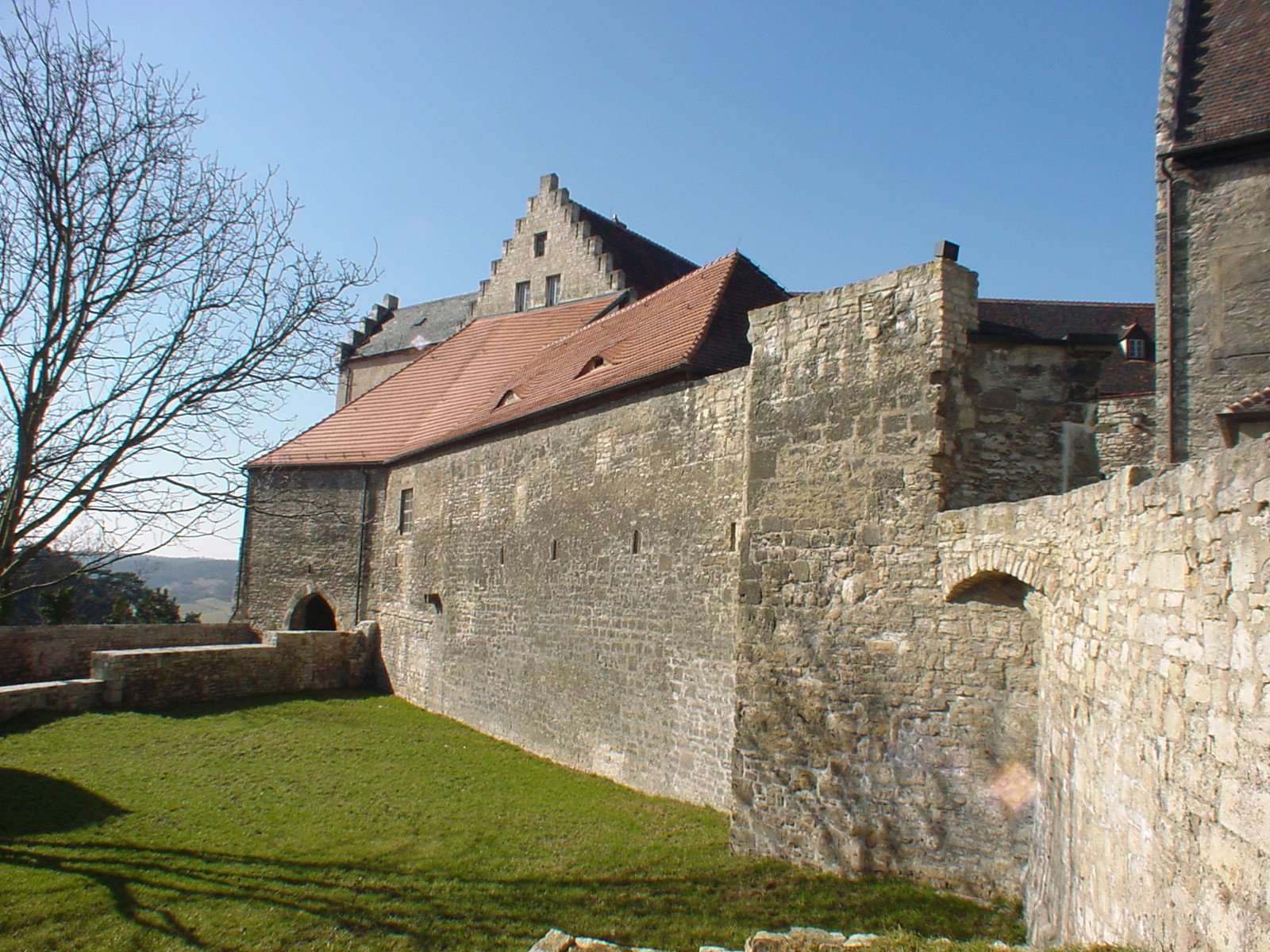
Enceinte romane de la première phase de construction.

### Les premiers murs
Les premiers remparts au nord, à l'ouest et au sud, déjà hauts de 8 m, ont été édifiés vers 1090. Ils renfermaient le château fort primitif, comprenant le palais et les cuisines, face à l'ancienne motte castrale, à l'ouest : cela représentant une première enceinte d'environ 0,5 ha, très étendue pour l'époque. Dans l'ancien châtelet, des corps de logis ont très certainement pris appui contre ces remparts (corps de logis A et B). Une maison à plan rectangulaire (C), comportant deux ou trois niveaux, se trouvait à côté du portail du château fort. Une tour carrée, comptant trois niveaux habitables, était adossée à la muraille sud-est.
Le côté le plus faible de cette forteresse, à l'est, était couvert par une ancienne muraille de 10 m, doublée d'un fossé profond, creusé à même la craie de la colline. Juste en arrière de ce double dispositif défensif, il y avait, jusqu'à la construction de la chapelle, une ancienne tour ronde en pierre (tour I), de fort diamètre.
Vers 1100 (et en tous cas dans la première moitié du XIIe siècle), le côté est du château fut considérablement renforcé : d'abord une première enceinte avec, au nord comme au sud, une tour octogonale. Ces deux tours avaient non seulement une fonction défensive, mais aussi politique. La crête de la muraille a été visiblement arasée puis rehaussée d'un second rempart.
L'ensemble se présente comme une fortification contre les attaques venues de l'est, dont on trouve fort peu d'exemples avant l'avènement des Hohenstaufen : citons le château de Sachsenstein à Walkenried, dans le Harz (vers 1070), le château d'Alteburg à Mallendorf et celui de Wiprechtsburg à Groitzsch (vers 1080).
Peu après 1090, Louis le Sauteur († 1123) puis le landgrave Louis Ier de Thuringe (1123–1140, landgrave en titre en 1131) firent édifier une forteresse sur la frontière orientale de leur comté. La taille et la qualité de ce château manifesta les ambitions politiques élevées des Ludovinges. Les murailles imposantes, à l'est du château, n'ont été édifiées que sous le règne du landgrave Louis Ier au début du XIIe siècle.

### Troisième quart duXIIesiècle

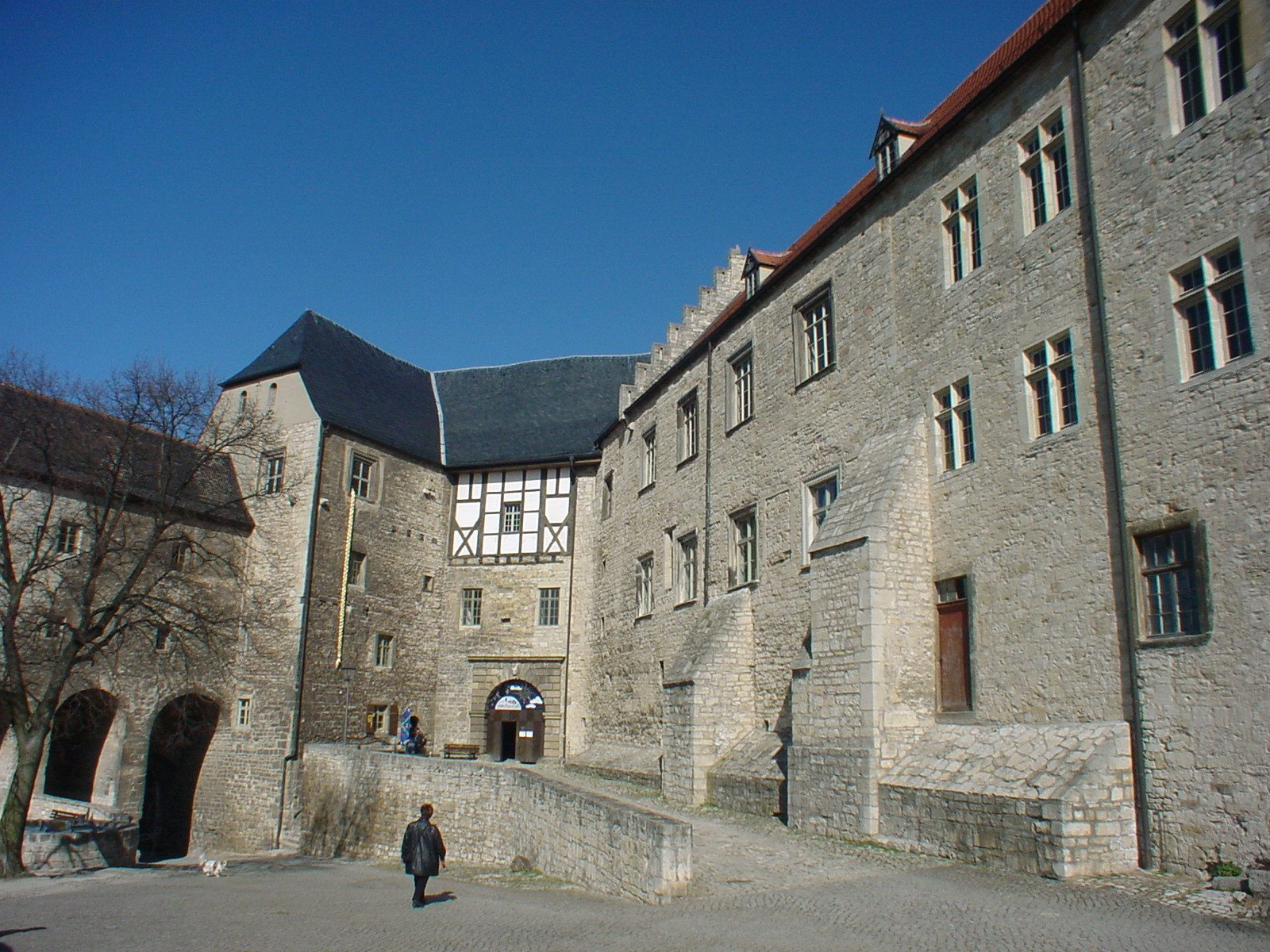
La basse-cour, sa bretèche, le donjon, corps de logis et le palais comtal.

La modernisation suivante, celle du donjon B, à l'ouest de la grande porte n'est plus décelable qu'à des latrines. Le donjon  I a été agrandi en direction du sud vers 1150. Il y eut, à côté de la première tour habitée, un corps de logis de la taille de l'actuelle salle d'apparat, d'environ 20×10 m. On l'a longtemps désigné comme le palais, ce qui s'est avéré inexact : ce ne fut sans doute qu'un bâtiment à un étage. Le donjon rond n°I a été abattu entre 1150 et 1200, pour laisser place à la première chapelle.
Ces édifices s'inscrivent dans le cadre d'une modernisation par secteurs du château, entreprise sous le règne du landgrave Louis II de Thuringe (1140–1172).

### Dernier quart duXIIesiècle

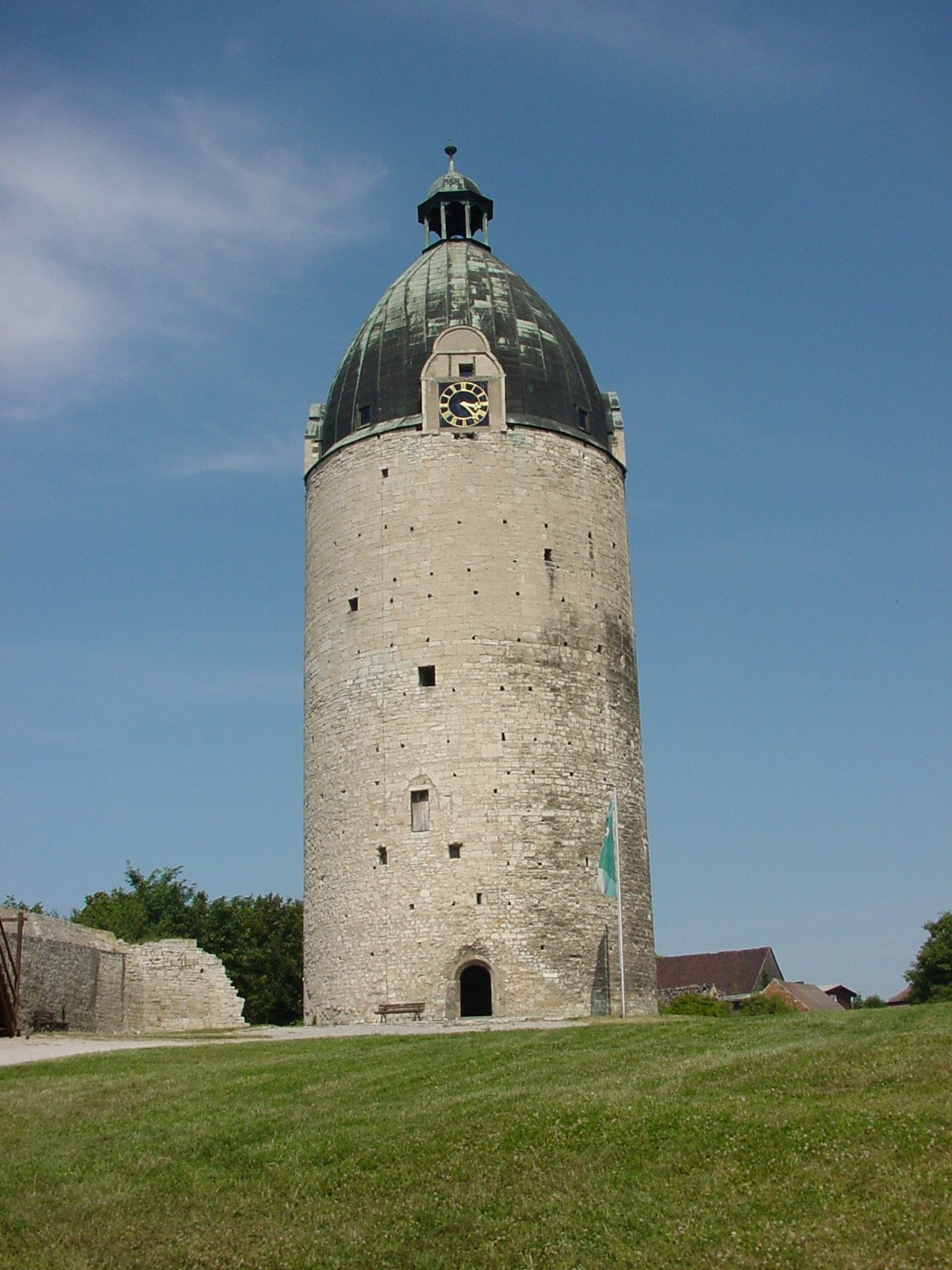
Le beffroi, surnommé le « Gros-Guillaume » (Dicker Wilhelm)

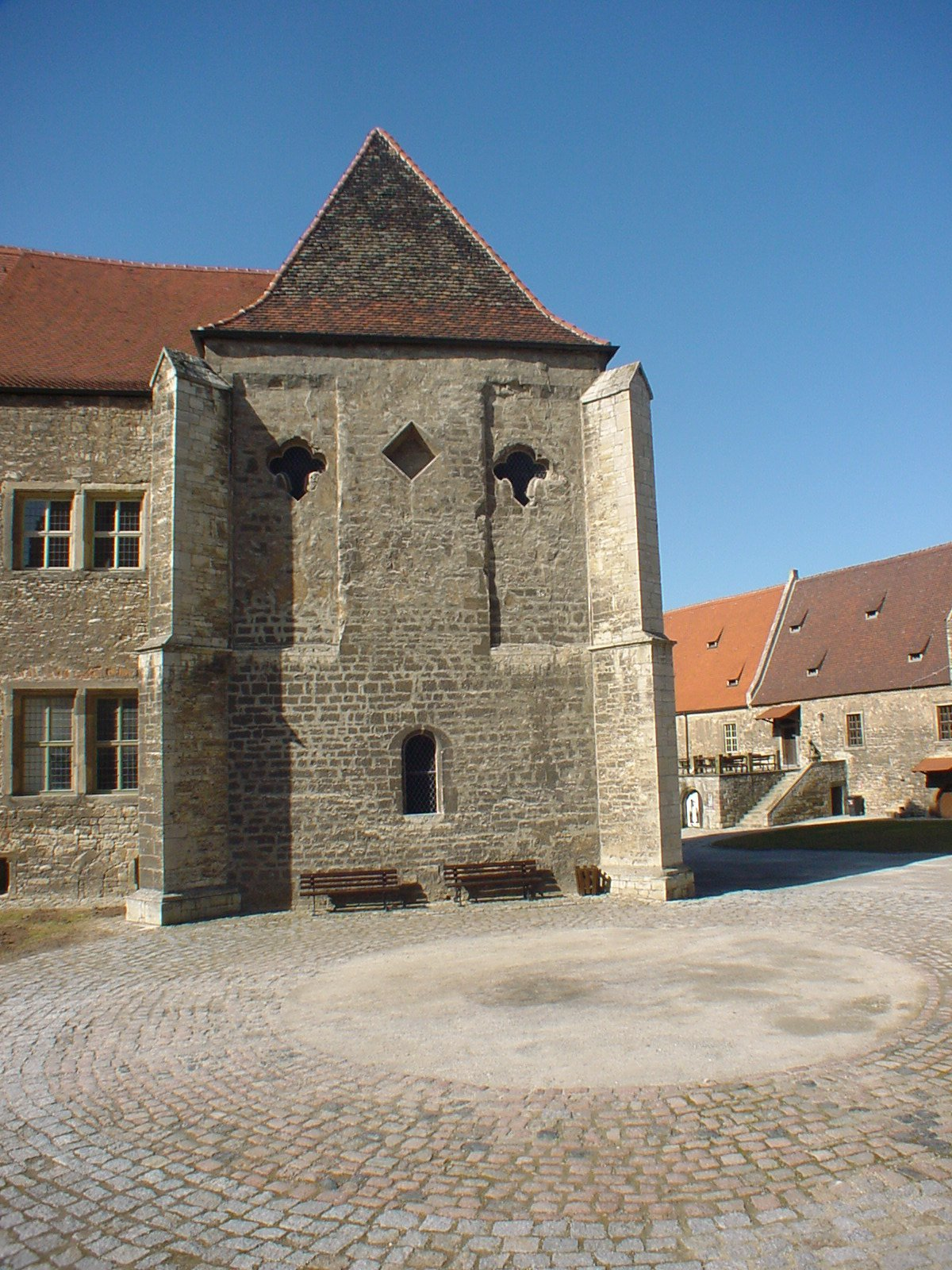
Face à la chapelle, le dallage marque l'emplacement du premier beffroi.

Le premier palais, doté de quatre niveaux, a été construit (ainsi qu'en témoigne la dendrochronologie) entre 1170 et 75 autour du donjon I et de la chapelle, comme extension du corps de logis C : la salle d'apparat, d'une hauteur sous plafond de 6 m, se trouvait au 2e étage. Simultanément, entre 1170 et 1200, on édifia une chapelle à deux niveaux, dont l'étage était directement accessible depuis les appartements princiers par une galerie latérale – comme à la Sainte-Chapelle.
Dès le milieu du XIIe siècle on entreprit la construction d'un grand châtelet (superficie totale d'environ 3,5 ha) avec sa propre enceinte. Ce châtelet était séparé du reste de la forteresse par un profond fossé et  les deux beffrois II et III lui sont à peu près contemporains. Le beffroi III (cf. photo), qui n'a été surnommé Dicker Wilhelm qu'au XXe siècle, se dresse sur un môle naturel encore bien visible. Son diamètre est de 14 m ce qui, selon les proportions propres aux constructions d'époque romane, laisse supposer une hauteur d'au moins 23 m. Sa distribution intérieure laisse deviner qu'il a plutôt servi de logis que de beffroi à proprement parler. Il a été très certainement édifié dans la seconde moitié du XIIe siècle, et servit au XIIIe siècle de palais aux burgraves de Neuenburg, de la dynastie des Meinheringen, cités de 1215 à 1297 comme Praefectus de Nuenburg, Burggravius de novo castro dans les diplômes.
Le beffroi II fut arasé jusqu'aux fondations après un incendie dès 1662, et la cunette restante servit de bassin après 1871. Ornement uniquepour l'époque, la base de la tour est défendue par quatre éperons dressés vers le haut ; on ignore quelle était leur fonction, qui fut sans doute plus héraldique que véritablement défensive. Le château à cette époque se présentait donc comme une imposante forteresse faisant également de palais comtal, dotée d'un châtelet démesuré. La première enceinte du château, notamment ses corps de logis et sa chapelle, a bénéficié de travaux de confortement importants sous les règnes du landgrave Louis III de Thuringe (1172–1190) et du comte palatin Hermann Ier (1181/1190–1217).

### L'apogée (1215-1230)
La tour post-romane II, dotée de quatre niveaux, a été édifiée (d'après la dendrochronologie) vers 1225, au-delà de l'enceinte méridionale. Elle servait essentiellement d'habitation pour des chevaliers (sans doute apparentés aux landgraves), puisque les salles du premier et du second étage possèdent chacun une cheminée et un accès vers des latrines annexées en 1226 au rempart sud. Le troisième étage, dépourvu de chauffage et percé de quatre fenêtres, peut être qualifié de pièce pour l'été : il offre un beau panorama sur la vallée de l'Unstrutt. La chapelle à deux niveaux et sa croisée d'ogives a été construite à la même époque, entre 1220 et 1230.
Le dernier grand chantier de la période romane a été lancé sous le règne de Louis IV de Thuringe (1217–1227) et de son épouse Élisabeth, à l'apogée des landgraves de Thuringe et de leurs ambitions sur la Marche de Misnie depuis 1221. Ces travaux prirent fin avec la mort de Louis, en 1227, et le report des intérêts des Ludovinges en Hesse. À la mort du dernier landgrave, Henri le Raspon, le château échut en 1247 aux margraves de la maison de Wettin : il avait alors perdu pratiquement toute importance stratégique et politique.

### Extensions de style gothique (1400 - 1440)
Vers 1440, sous le règne du landgrave Guillaume II de Thuringe, de grands chantiers furent entrepris dans le château, qui anéantirent en grande partie les édifices romans de la première période, surtout dans le palais et les corps de logis. Ce fut d'abord la construction d'une nouvelle église (1401 ou milieu du XVe siècle), l'agrandissement des premiers corps de logis (Grosse Kemenate, le nouveau palais princier, vers 1458) et de la tour d'habitation romane (1462-63), la reconstruction de la grande porte (Porte au Lion). Les couvertures ont été entièrement remaniées, et  dotées de tourelles, les étages renforcés de colombages et les murs percés de baies. De la même époque datent les courtines à l'est, au Nord et au Sud-ouest de la première enceinte, ainsi que les bretèches à l'est et l'ouest.
On ignore à présent le contexte historique de ces chantiers ; on peut seulement supposer que le landgrave Guillaume II (1445–1482) de Weimar envisageait d'attribuer des fonctions particulières au château de Neuenburg, sans doute même d'en faire son palais ; toutefois, ce projet ne fut pas mené à son terme.

### Extensions de l'ère baroque

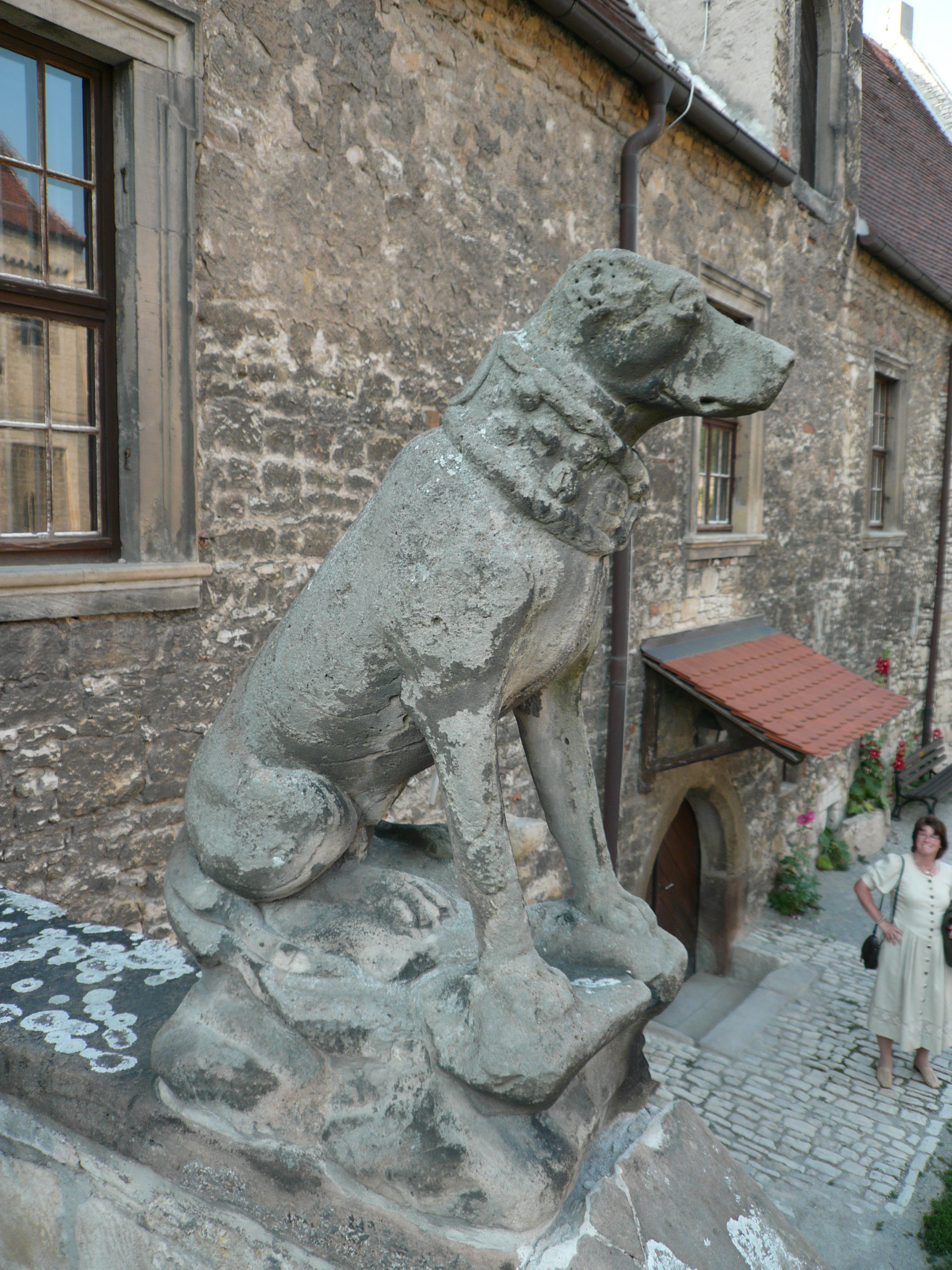
Scultpture d'un Braque de Weimar (à droite de l'entrée ; les oreilles étaient rapportées à l'ensemble par des chevilles, mais ont disparu par l'injure du temps).

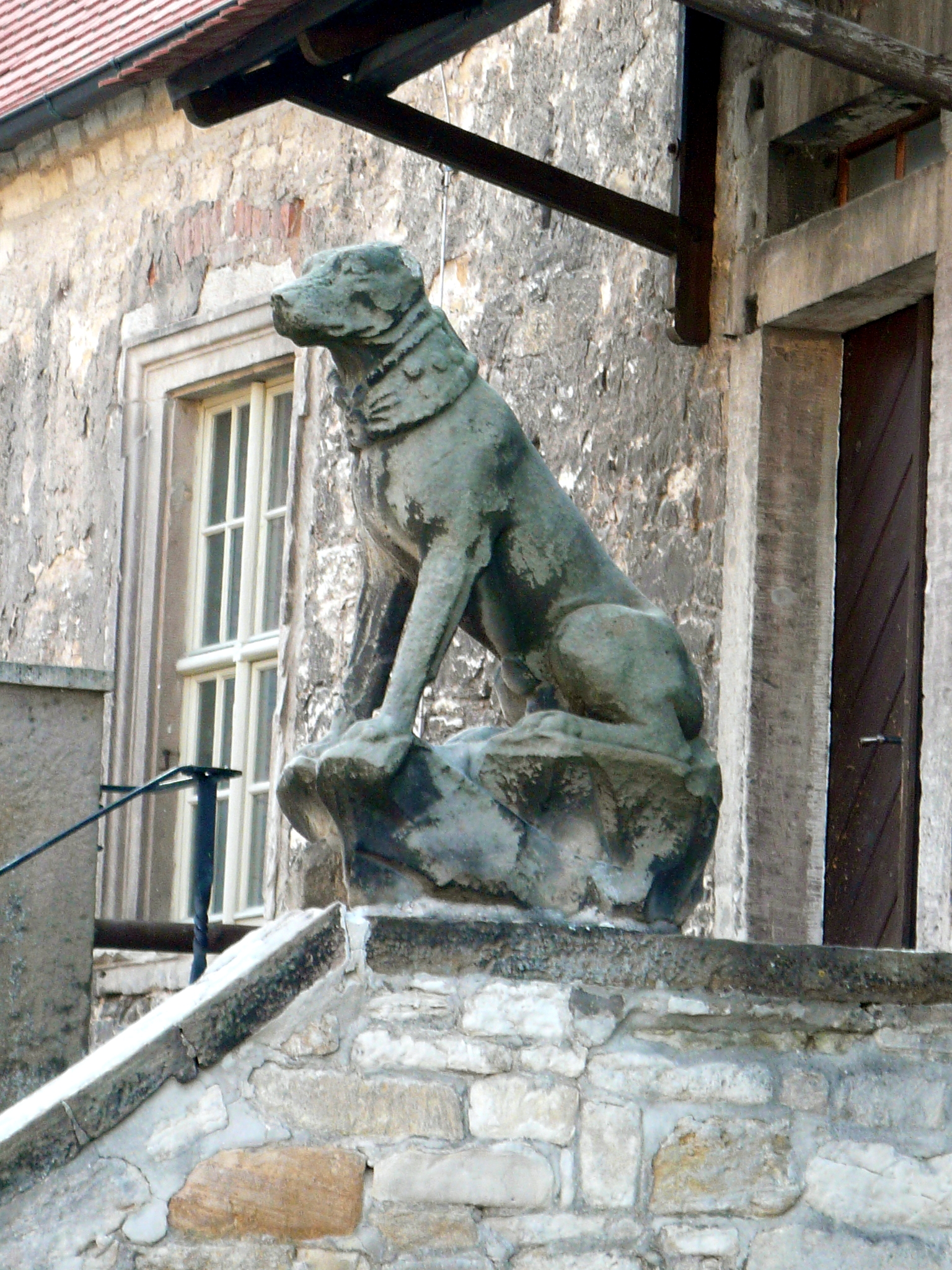
Scultpture d'un Braque de Weimar (à gauche de l'entrée).

Une nouvelle phase d'extension fut entreprise au milieu du XVIe siècle, sous le règne du duc Auguste Ier de Saxe. De 1656 à 1746, Neuenburg servit de palais de chasse aux ducs de Saxe-Weissenfels, qui y firent construire en 1666 une nouvelle chapelle. Peu après 1700, les princes firent aménager la folie Klein-Friedenthal, avec son parc et des jardins à l'est des bois d’Alte Göhle. L’Électeur Frédéric-Auguste II (1746–56) poursuivit ces travaux d'agrandissement, mais à sa mort, en 1763, les Wettin se désintéressèrent de l'endroit et le cédèrent en 1770 au gouvernement de Saxe. Les autorités locales firent démolir plusieurs édifices, dont certains de construction encore récente ; mais vers 1840, elles s'engagèrent dans un travail de préservation patrimoniale, et entreprirent même de 1842 à 1855 une première campagne de restauration de la chapelle, confiée aux architectes Ferdinand von Quast et Friedrich August Ritter.

## La chapelle à deux niveaux

### Première phase de construction
L'édifice primitif n'était qu'une salle avec un étage et une abside semi-circulaire, qui dut remplacer l'église saint-Kilian, laquelle se dressait au pied de la colline. Cette construction n'est pas datée, mais pourrait bien remonter à la première moitié du XIIe siècle.

### Deuxième phase

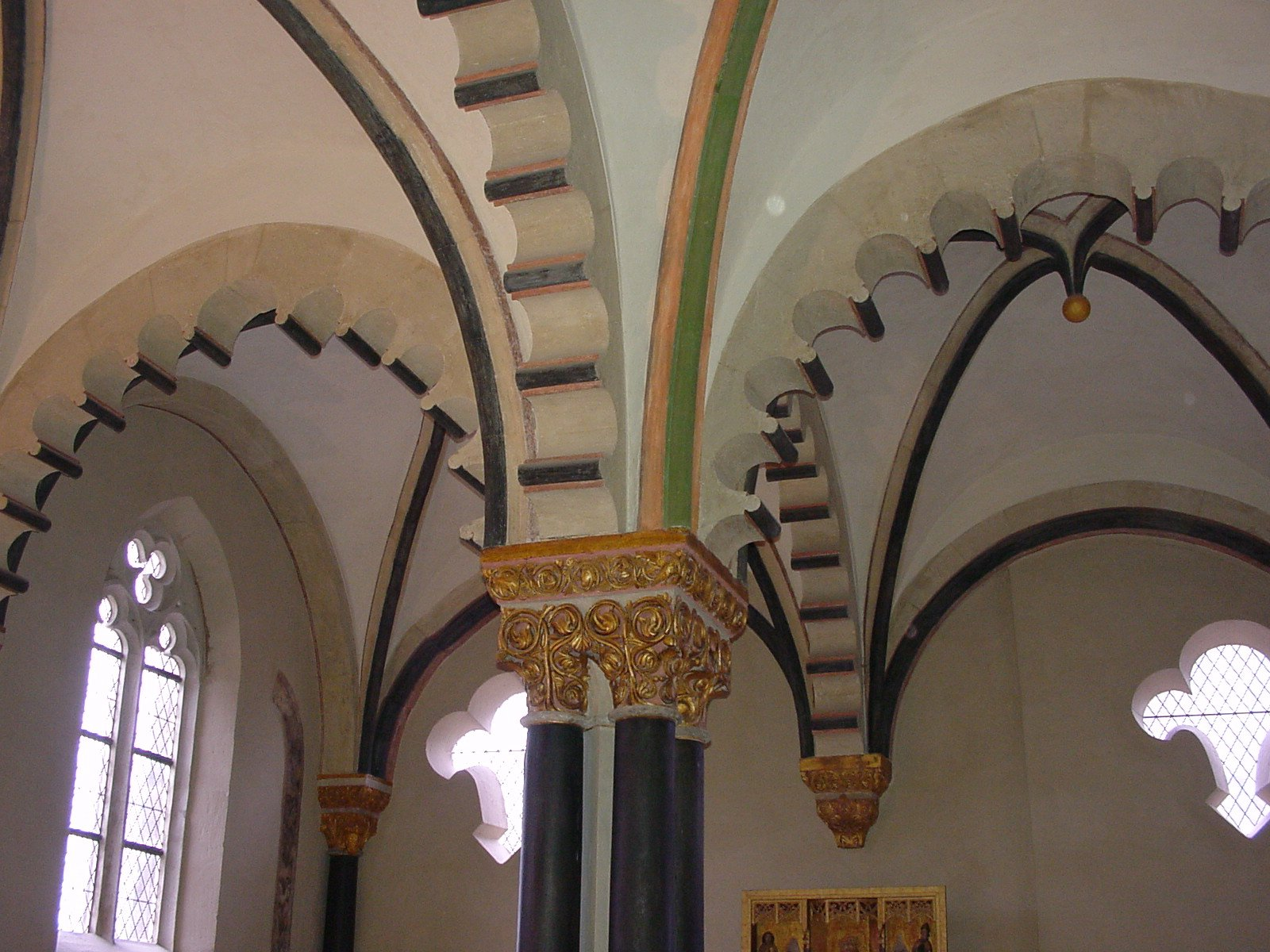
Voûte de la haute chapelle

Elle a été remplacée par une chapelle à trois nefs, et une double croisée d'ogives dans la chapelle haute, dont la partie sacrale n'avait que la moitié de celle de la chapelle basse. Il s'agit (pour reprendre la description d'U. Stevens) d'« une chapelle à deux niveaux communicant entre elles » par une trappe (« réservation »). Elle permettait aux fidèles de la chapelle basse d'entendre le prêche donné dans la chapelle haute, et de recevoir les consignes pour le rituel. L'étage servait d'oratoire aux landgraves. La chapelle à double chœur a été construite en même temps que le palais, dans le dernier quart du XIIe siècle.

### Ultime phase
Vers 1220-30, la chapelle fut dotée d'une croisée d'ogive avec pilier central. Ses arcs multilobés (Zackenbögen) sont d'un type rare : on retrouve une structure analogue dans le vestibule ouest de l'église Saint-André de Cologne. Ils peuvent suggérer une influence indirecte de l’Espagne mauresque.